# Archosargus probatocephalus
Cá đầu cừu hay cá tù (Danh pháp khoa học: Archosargus probatocephalus) là một loài cá biển trong họ cá tráp Sparidae phân bố ở châu Mỹ, chúng là loại cá câu thể thao rất phổ biến, sheepshead nổi tiếng với việc ăn cắp mồi câu và chúng có hàm răng người. Chúng là loài cá có răng giống người bên trong một lớp da có màu sọc trắng đen. Chúng là loài cá thông thường ở Bắc Mỹ, từ Cape Cod và Massachusetts băng qua Florida và vịnh Mexico tới Brazil. 

## Tên gọi
Chúng được gọi trong tiếng Anh là Sheepshead. Thật chưa rõ ràng vì sao chúng có tên là sheepshead (đầu cừu), nhưng người ta cho rằng nó chỉ tới sự giống nhau giữa răng nó và răng của những con cừu, một gợi ý nữa là tên có liên quan đến cái bóng của nó, ngoài ra những cái sọc trên thân chúng cũng cho chúng cái tên là cá tù. 

## Đặc điểm
Chúng dài cỡ 91 cm và nặng 9,6 kg. Chúng có từ 5 đến 7 đường vệt đen thẳng đứng chạy trên thân màu trắng bạc. Sheepdhead trưởng thành có răng cửa ở phía trước hàm, những chiếc răng hàm xếp thành ba hàng ở hàm trên và hai hàng ở hàm dưới. Nó cũng có những chiếc răng nghiền to khỏe ở phía sau hàm, rất quan trọng trong việc nhai vỏ của con mồi. Sự kết hợp độc đáo của những chiếc răng giúp cho sheepshead xử lý những nguồn thức ăn đủ loại, bao gồm nhiều loài động vật có xương sống, không có xương sống và một số loài thực vật.
Khi còn nhỏ, sheepshead ăn giun biển, những động vật thân mềm và rất nhiều động vật thân mềm khác chúng bắt được trong cỏ biển. Mặc dù răng nhọn và dày bắt đầu xuất hiện khi sheepshead chỉ dài 4,5 mm, nó phải chờ đợi đến khi dài 15 mm trước khi tất cả răng cửa có mặt và các răng phía sau phát triển thành các răng hàm. Một khi chúng dài đến 50 mm, sheepshead bắt đầu ăn những con mồi có lớp vỏ bọc và cứng hơn như động vật da gai, hàu, nghêu, cua, nhờ sử dụng những chiếc răng đặc biệt của nó.
Trong giai đoạn này, cơ hàm của nó cũng phát triển, và tiếp tục được cải thiện cho tới tuổi già. Vì thế một con lớn sống xung quanh một nguồn cung cấp tốt những con mồi vỏ cứng sẽ có hàm cứng cáp hơn nhiều những con cá nhỏ trong môi trường ít thức ăn hơn. Lực cắn của cơ miệng là một chỉ số quan trọng về thức ăn trong loài cá này. Chúng thích sống vùng bờ biển xung quanh những đống đá, đê chắn sóng, rừng ngập mặn, rạn san hô và trụ cầu.
Cá đầu cừu là loài cá tráp có răng người nhưng không gây ảo giác. Trong khi các thành viên khác của họ cá tráp Sparidae đang thử các dạng lưỡng tính khác nhau, bao gồm chuyển đổi từ con cái sang con đực, hay ngược lại, hoặc đơn tính, Cá sheepshead chỉ bỏ qua bộ phận sinh dục của nó nơi chúng tồn tại. Không giống như một loài khác cùng họ của nó chẳng hạn như cá tráp Salema (Sarpa salpa), thịt chúng có mùi vị ngon. Sheepshead không gây ra những ảo giác khi ăn.